# آورورا (شرکت هواپیمایی)
آورورا (شرکت هواپیمایی) (به انگلیسی: Aurora (airline)) یک شرکت هواپیمایی با کد یاتا HZ است که در تاریخ ۲۰۱۳ میلادی تأسیس شده و در تاریخ ۸ دسامبر ۲۰۱۳ فعالیتش را آغاز کرده‌است.

## مقصدهای پروازی
این شرکت هواپیمایی در تاریخ ۸ دسامبر ۲۰۱۳ با پرواز خاباروفسک–کراسنویارسک فعالیش را آغاز کرد. تا تاریخ آوریل ۲۰۱۵ این شرکت، پروازهای بین‌المللی‌اش را از ۳ فرودگاه خاباروفسک، یوژنو-ساخالینسک و ولادی‌وستوک آغاز کرد که شامل پروازهایی به پکن، بوسان، هاربین، هنگ کنگ، ساپورو، سئول و توکیو بود.